# Model biznesowy
Model biznesowy – przyjęta przez przedsiębiorstwo długookresowa metoda na powiększenie i wykorzystanie zasobów w celu przedstawienia klientom oferty przewyższającej ofertę konkurencji, przy jednoczesnym zapewnieniu organizacji dochodowości. Dobry model biznesowy ma na celu uzyskanie, a w późniejszym etapie utrzymanie, przewagi konkurencyjnej.
Model biznesowy stanowi jedną z trzech głównych determinantów efektywności gospodarczej (pozostałe to otoczenie i czynniki zmiany).
Pojęcie modelu biznesowego zostało zapoczątkowane przez innowacje w sektorze IT i w zamyśle model ten jest mniej formalny niż strategia ujęta w formie planu strategicznego. Na przestrzeni doświadczeń kilku minionych lat pojawia się świadomość konieczności przestawienia modeli biznesowych na zrównoważone i społecznie odpowiedzialne dla wszystkich branż.

## Zasady tworzenia modelu biznesowego
Zbudowanie dobrego modelu biznesowego nie jest łatwym zajęciem i wymaga od osób zaangażowanych w projekt szerokiej wiedzy o specyfice branży, kluczowych czynnikach tworzących postrzeganą przez klientów wartość oraz cenionych przez nich korzyściach. Na tym etapie trzeba znaleźć odpowiedzi na następujące pytania:
- do jakiej grupy docelowej produkt jest kierowany,
- jakie wartości (korzyści) produkt ma oferować klientom,
- jakie mają być strategie dostarczania tych wartości,
- w jaki sposób owa wartość ma być wytworzona,
- jak należy kształtować cenę produktu[4].

Jednym z bardziej popularnych schematów używanych w analizowaniu i tworzeniu modeli biznesowych jest Business Model Canvas, opracowany przez Szwajcara, Alexandra Osterwaldera w 2008 roku. Skorzystanie z tego schematu pozwala na:
- dokładne określenie kluczowych obszarów biznesu,
- możliwość zlokalizowania słabych punktów jeszcze przed przejściem do realizacji biznesu,
- przygotowanie klarownej prezentacji pomysłu,
- opracowanie wiarygodnej i dokładnej strategii promocji biznesu[5].

## Klasyfikacja modeli biznesowych
Istnieją różne klasyfikacje modeli biznesowych. Dla przykładu, Michael Rappa wyróżnił:
- model pośrednika (Brokerage)
- model reklamowy (Advertising)
- model pośrednika informacyjnego (Infomediary)
- model kupca (Merchant)
- model producenta (Manufacturer)
- model partnerski (Affiliate)
- model wirtualnej wspólnoty (Community)
- model abonencki (Subscription)
- model taryfowy (Utility)[6].